# Adh-Dhayd
adh-Dhayd, eller al-Dhayd, (arabiska: الذيد) är en ort i Förenade arabemiraten. Den ligger i emiratet Sharja, i den nordöstra delen av landet, 180 kilometer nordost om huvudstaden Abu Dhabi. adh-Dhayd ligger 114 meter över havet och antalet invånare är omkring 25 000.